# Krasnyj diplomat
Krasnyj diplomat (Красный дипломат) è un film del 1971 diretto da Semёn Davidovič Aranovič.